# Lijst van voetbalinterlands Guatemala - Nederlandse Antillen
Deze lijst van voetbalinterlands is een overzicht van alle officiële voetbalwedstrijden tussen de nationale teams van Guatemala en de Nederlandse Antillen (speelden tot 1959 onder de naam Curaçao). De landen speelden elf keer tegen elkaar. De eerste ontmoeting, een vriendschappelijke wedstrijd, werd gespeeld in Barranquilla (Colombia) op 12 december 1946. Het laatste duel, een kwalificatiewedstrijd voor het Wereldkampioenschap voetbal 1974, vond plaats op 5 december 1973 in Port-au-Prince (Haïti).

## Wedstrijden
| №  | Plaats         | Datum            | Competitie                  | Wedstrijd                        | Uitslag |
| -- | -------------- | ---------------- | --------------------------- | -------------------------------- | ------- |
| 1  | Barranquilla   | 12 december 1946 | Vriendschappelijk           | Guatemala – Curaçao              | 2 – 2   |
| 2  | Guatemala-Stad | 5 maart 1948     | CCCF-kampioenschap 1948     | Guatemala – Curaçao              | 2 – 2   |
| 3  | Guatemala-Stad | 18 maart 1948    | CCCF-kampioenschap 1948     | Guatemala – Curaçao              | 2 – 2   |
| 4  | Willemstad     | 4 augustus 1949  | Vriendschappelijk           | Curaçao – Guatemala              | 1 – 1   |
| 5  | Guatemala-Stad | 11 maart 1950    | Vriendschappelijk           | Guatemala – Curaçao              | 0 – 2   |
| 6  | San José       | 9 maart 1953     | CCCF-kampioenschap 1953     | Guatemala – Curaçao              | 1 – 1   |
| 7  | Tegucigalpa    | 18 augustus 1955 | CCCF-kampioenschap 1955     | Guatemala – Curaçao              | 4 – 1   |
| 8  | Guatemala-Stad | 10 maart 1957    | WK 1958 kwalificatie        | Guatemala – Curaçao              | 1 – 3   |
| 9  | Guatemala-Stad | 6 april 1965     | CONCACAF-kampioenschap 1965 | Guatemala – Nederlandse Antillen | 3 – 2   |
| 10 | San José       | 29 november 1969 | CONCACAF-kampioenschap 1969 | Guatemala – Nederlandse Antillen | 6 – 1   |
| 11 | Port-au-Prince | 5 december 1973  | WK 1974 kwalificatie        | Nederlandse Antillen – Guatemala | 2 – 2   |

## Samenvatting
| Competitie        | Totaal gespeeld | Winst Guatemala | Gelijk | Winst Ned. Ant. | Doelsaldo Guatemala – Ned. Ant. |
| ----------------- | --------------- | --------------- | ------ | --------------- | ------------------------------- |
| WK-kwalificatie   | 2               | 0               | 1      | 1               | 3 − 5                           |
| CONCACAF Gold Cup | 6               | 3               | 3      | 0               | 18 − 9                          |
| Vriendschappelijk | 3               | 0               | 2      | 1               | 3 − 5                           |
| Totaal            | 11              | 3               | 6      | 2               | 24 − 19                         |

FNFG · A-internationals · Selecties · Guatemalteeks vrouwenelftal
1920 – 1949 ·
1950 – 1969 ·
1970 – 1979 ·
1980 – 1989 ·
1990 – 1999 ·
2000 – 2009 ·
2010 – 2019 ·
2020 − 2029
1921 · 
1922 · 
1923 · 
1923–1929 · 
1930 · 
1931–1934 · 
1935 · 
1935–1942 · 
1943 · 
1944 · 1945 · 
1946 · 
1947 · 
1948 · 
1949 · 
1950 · 
1941 · 1942 · 
1953 · 
1954 · 
1955 · 
1956 · 
1957 · 
1958 · 1959 · 
1960 · 
1961 · 1962 · 
1963 · 
1964 · 
1965 · 
1966 · 
1967 · 
1968 · 
1969 · 
1970 · 
1971 · 
1972 · 
1973 · 
1974 · 
1975 · 
1976 · 
1977 · 
1978 · 1979 · 
1980 · 
1981 · 1982 · 
1983 · 
1984 · 
1985 · 
1986 · 
1987 · 
1988 · 
1989 · 
1990 · 
1991 · 
1992 · 
1993 · 1994 · 
1995 · 
1996 · 
1997 · 
1998 · 
1999 · 
2000 · 
2001 · 
2002 · 
2003 · 
2004 · 
2005 · 
2006 · 
2007 · 
2008 · 
2009 · 
2010 · 
2011 · 
2012 · 
2013 · 
2014 ·
2015 ·
2016 ·
2017 ·
2018 ·
2019 ·
2020 ·
2021 ·
2022 ·
2023 ·
2024
Anguilla ·
Antigua en Barbuda ·
Argentinië ·
Armenië ·
Barbados ·
Belize ·
Bermuda ·
Bolivia ·
Brazilië ·
Britse Maagdeneilanden ·
Canada ·
Chili ·
Colombia ·
Costa Rica ·
Cuba ·
Curaçao ·
Dominica ·
Dominicaanse Republiek ·
Ecuador ·
El Salvador ·
Grenada ·
Guyana ·
Haïti ·
Honduras ·
IJsland ·
Iran ·
Israël ·
Jamaica ·
Japan ·
Mexico ·
Nederlandse Antillen ·
Nicaragua ·
Noorwegen ·
Panama ·
Paraguay ·
Peru ·
Polen ·
Puerto Rico ·
Qatar ·
Saint Lucia ·
Saint Vincent en de Grenadines ·
Slowakije ·
Sovjet-Unie ·
Suriname ·
Trinidad en Tobago ·
Uruguay ·
Venezuela ·
Verenigde Staten ·
Zuid-Afrika ·
Zuid-Korea
NAVU · A-internationals · Nederlands-Antilliaans vrouwenelftal · Olympisch elftal
Antigua en Barbuda ·
Aruba ·
Bahama's ·
Barbados ·
Bermuda ·
Colombia ·
Costa Rica ·
Cuba ·
Denemarken ·
Dominicaanse Republiek ·
El Salvador ·
Grenada ·
Guatemala ·
Guyana ·
Haïti ·
Honduras ·
Jamaica ·
Kaaimaneilanden ·
Mexico ·
Nederland ·
Nicaragua ·
Panama ·
Puerto Rico ·
Saint Lucia ·
Saint Vincent en de Grenadines ·
Suriname ·
Trinidad en Tobago ·
Venezuela · 
Verenigde Staten